# Cmentarz żydowski w Twardogórze
Cmentarz żydowski w Twardogórze – kirkut mieścił się przy ulicy Leśnej przy cmentarzu komunalnym. Został założony w 1751 roku. Obecnie nie ma na nim nagrobków, ponieważ na terenie kirkutu została uruchomiona kopalnia piasku.